# بيتر أنكيرسين
بيتر أنكيرسين (بالدنماركية: Peter Ankersen)‏ (22 سبتمبر 1990 الدنمارك - ) هو لاعب كرة قدم دانمركي، يلعب كمدافع.

## وصلات خارجية
بيتر أنكيرسين على موقع الاتحاد الأوربي (الإنجليزية)
- بيتر أنكيرسين على موقع اتحاد النرويج (النرويجية)
- بيتر أنكيرسين على موقع قاعدة بيانات كرة القدم.إي يو (الإنجليزية)
- بيتر أنكيرسين على موقع ناشيونال فوتبول تيمز (الإنجليزية)
- بيتر أنكيرسين على موقع Soccerway.com (الإنجليزية)
- بيتر أنكيرسين على موقع عالم كرة القدم.نت (الإنجليزية)
- بيتر أنكيرسين على موقع AS.com (الإسبانية)